# J.M.E. McTaggart
John McTaggart Ellis McTaggart, född 3 september 1866 i London, död 18 januari 1925 i London, var en brittisk idealistfilosof och metafysiker som under större delen av sitt liv var föreläsare på Trinity College i Cambridge. Han ansågs i början av 1900-talet vara Englands ledande auktoritet i Hegels filosofi och en av de mest kända inom den brittiska idealisttraditionen.

## Biografi
McTaggart föddes i London som son till Francis och Ellen Ellis. Hans förnamn ändrades sedan till McTaggart då det var ett villkor för att han skulle få ta del av sin döde morbrors arv. Han utbildades på Clifton College i Bristol innan han antogs till Trinity College i Cambridge år 1885. Väl där utbildades han i moralfilosofi av bland andra Henry Sidgwick och James Ward. År 1897 blev han lektor i filosofi, en position han skulle ha fram tills sin pension år 1923. 
Även om McTaggart var tämligen radikal under sin ungdom blev han allt mer konservativ (kanske på grund av Hegels påverkan) och bidrog till utsparkandet av den före detta eleven Bertrand Russell från skolan på grund av dennes vapenvägran under första världskriget. McTaggart verkar dock ha varit en tämligen motsägelsefull man, för trots sin konservatism förespråkade han kvinnlig rösträtt och trots sin livslånga ateism trodde han på den mänskliga själens odödlighet. Han sägs också ha varit charmig och hade många intressen utanför filosofins områden. Han var exempelvis känd för sin encyklopediska kunskap om engelska romaner och 1700-talsmemoarer.
År 1899 gifte han sig med Margaret Elizabeth Bird som han träffat medan han besökte sin mor i staden New Plymouth i Nya Zeeland. Paret fick inga barn tillsammans. Han dog i sin hemstad 1925.

## Filosofi
I The Unreality of Time (1908), det verk han är mest känd för idag, argumenterar McTaggart för att vår upplevelse av tid är en illusion och att tiden i sig bara är ett ideal. Han introducerade koncepten "A-serien" och "B-serien" som representerar två sätt på vilka tidsliga skeenden kan arrangeras. A-serien överensstämmer med våra vardagliga koncept av dåtid, nutid och framtid, det vill säga från det avlägset förflutna, till det nära förflutna, till nutid, till nära framtid och till avlägsen framtid. Detta kontrasteras med B-serien, enligt vilken skeenden helt enkelt är ordnade från det tidigaste till det senaste.
McTaggart argumenterade för att A-serien var en nödvändig komponent för alla tidsteorier, men att den också var självmotsägande samt att vår perception av tid därför är en inkoherent illusion.
I sina senare verk utvecklade McTaggart sin egen originella metafysik ytterligare. I The Nature of Existence försvarade han en snarlik Hegeliansk syn på universum som den han förespråkade i tidigare verk, men inte på grund av Hegels dialetik utan snarare en mer modern metafysik.
McTaggart slutsats var att världen inte bestod i något annat än själar, och att varje själ var "förknippad" med en eller fler andra genom kärlek. Samtidigt som han argumenterade mot tron på en personlig Gud var hans filosofi mycket optimistisk. McTaggart trodde att varje enskild själ (som identifieras som människor) var odödlig och han förespråkade idén om reinkarnation. I The Nature of Existence tar han också upp sitt förnekande av tidens existens, materia, etc. och försöker förklara deras upplevda existens.
Trots den mystiska tonen i hans slutsatser är den filosofiska metoden i The Nature of Existence långt från mysticistisk. McTaggart nådde sina slutsatser genom en analys av de essentiella kraven för alla metafysiska system följt av ett bevis att endast hans system möter dessa krav.

## Influens
McTaggart var både god vän samt lärare till Bertrand Russell och G.E. Moore och var inledningsvis en ganska stor influens på den förstnämnde. Det var genom honom som han konverterade till den då populära Hegelianismen, och det var så småningom Russells och G.E. Mores framtida reaktion mot den som gav upphov till deras senare arbeten som i sin tur skulle bidra till grunden för den moderna analytiska filosofin. Tillsammans med F.H. Bradley var han för övrigt den mest kände av de överlevande brittiska idealisterna, så hans indirekta influens på dagens filosofi är säkerligen mycket stor. Därför är hans verk än idag av intresse även för den analytiska filosofihistorikern.